# Falcon Cyclecar

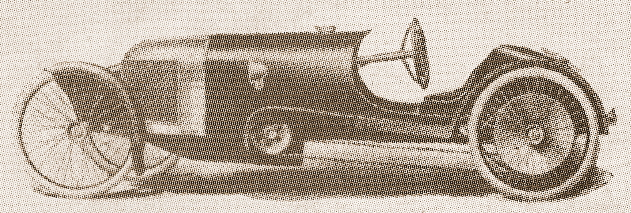
Falcon von 1914

Die Falcon Cyclecar Company war ein US-amerikanischer Automobilhersteller in Staunton (Virginia). Die Gesellschaft wurde zwar in Cleveland (Ohio) gegründet, zog aber bald nach Staunton um.

## Beschreibung
1913 und 1914 wurden dort Fahrzeuge unter dem Namen Falcon gebaut, die Francis R. Hoyt konstruiert hatte. Sie wurden zwar als Cyclecars bezeichnet, allerdings erfüllten sie die Kriterien nicht.
Die Roadster hatten keine Türen und sahen wie kleine Rennwagen aus. Angetrieben wurden sie von einem V2-Motor mit 85,725 mm Bohrung, 99,21875 mm Hub, 1145 cm³ Hubraum und 10 PS Leistung, dessen Kraft über ein Reibrollengetriebe und Riemenantriebe an die Hinterachse weitergeleitet wurde. Das Getriebe wurde mit einem Hebel im Lenkrad geschaltet. Die elektrische Zündung wurde automatisch der Motordrehzahl angepasst.
Die Wagen hatten eine seilbetätigte Drehschemellenkung (wie bei einem Pferdefuhrwerk!) und die Räder waren an Querblattfedern aufgehängt. Dieses sehr einfache Fahrwerk verlieh dem Falcon ein problematisches Fahrverhalten und erwies sich auch nicht als sehr langlebig. Es ist allerdings verbürgt, dass einer der Roadster die Strecke Cleveland – Staunton an einem Stück bewältigte.

## Modelle
| Modell   | Bauzeitraum | Zylinder | Leistung        | Radstand | Aufbauten        |
| -------- | ----------- | -------- | --------------- | -------- | ---------------- |
| Cyclecar | 1913–1914   | 2 V      | 10 bhp (7,4 kW) | 2438 mm  | Roadster 2 Sitze |